# Iris Wolves
Pour les articles homonymes, voir Wolves.
Iris Wolves est une joueuse néerlandaise de water-polo née le 9 mai 1994 à Apeldoorn, dans la Gueldre. Elle a remporté avec l'équipe des Pays-Bas la médaille de bronze du tournoi féminin aux Jeux olympiques d'été de 2024, organisés à Paris.